# 維克多的玫瑰
《維克多的玫瑰》是Tizzy Bac的第三張單曲，於2007年3月30日發行。

## 曲目
1. 雛菊之歌
  - 作詞／作曲：Tizzy Bac
  - 無收錄於專輯中
2. 維克多的玫瑰
  - 作詞／作曲：Tizzy Bac
  - 無收錄於專輯中
3. 淺色的那條
  - 作詞／作曲：Tizzy Bac
  - 無收錄於專輯中
4. La Rose De Victor
  - 作詞／作曲：Tizzy Bac
  - 為法文歌曲
  - 無收錄於專輯中